# Zdzisław Antczak
Zdzisław Antczak (* 20. November 1947 in Miłkowice, Polen; † 28. Februar 2019 in Polen) war ein polnischer Handballspieler und Handballtrainer.

## Karriere
Der 1,88 m große Rechtsaußen spielte bis 1967 für Ostrovia Ostrów Wielkopolski. Anschließend stand er zehn Jahre bei Śląsk Wrocław unter Vertrag, mit dem er von 1972 bis 1977 die polnische Meisterschaft sowie 1969 und 1976 den polnischen Pokal gewann. Mit dem belgischen Verein HC Mechelen wurde er 1978 belgischer Pokalsieger und 1979 belgischer Meister. Später wurde er dort Trainer.
Mit der polnischen Nationalmannschaft belegte Antczak bei den Olympischen Spielen 1972 den zehnten Platz, er traf elfmal in fünf Partien. Bei den Olympischen Spielen 1976 gewann er mit Polen die Bronzemedaille. In Montreal warf er fünf Treffer in fünf Partien. Insgesamt bestritt er 81 Länderspiele, in denen er 156 Tore erzielte.
Antczak erhielt die Auszeichnung „Verdienter Meister des Sports“ (1976), die Bronzemedaille für „Herausragende sportliche Leistungen“ („Za wybitne osiągnięcia sportowe“, 1976) und das Diamantabzeichen des polnischen Handballverbandes (1993). Im Jahr 2001 wurde er von der Zeitschrift Tempo zu Polens bestem Rechtsaußen des 20. Jahrhunderts gewählt.